# Dendrophthora tenuifolia
Dendrophthora tenuifolia är en sandelträdsväxtart som beskrevs av J. Kuijt. Dendrophthora tenuifolia ingår i släktet Dendrophthora och familjen sandelträdsväxter. Inga underarter finns listade i Catalogue of Life.